# Anica Happich

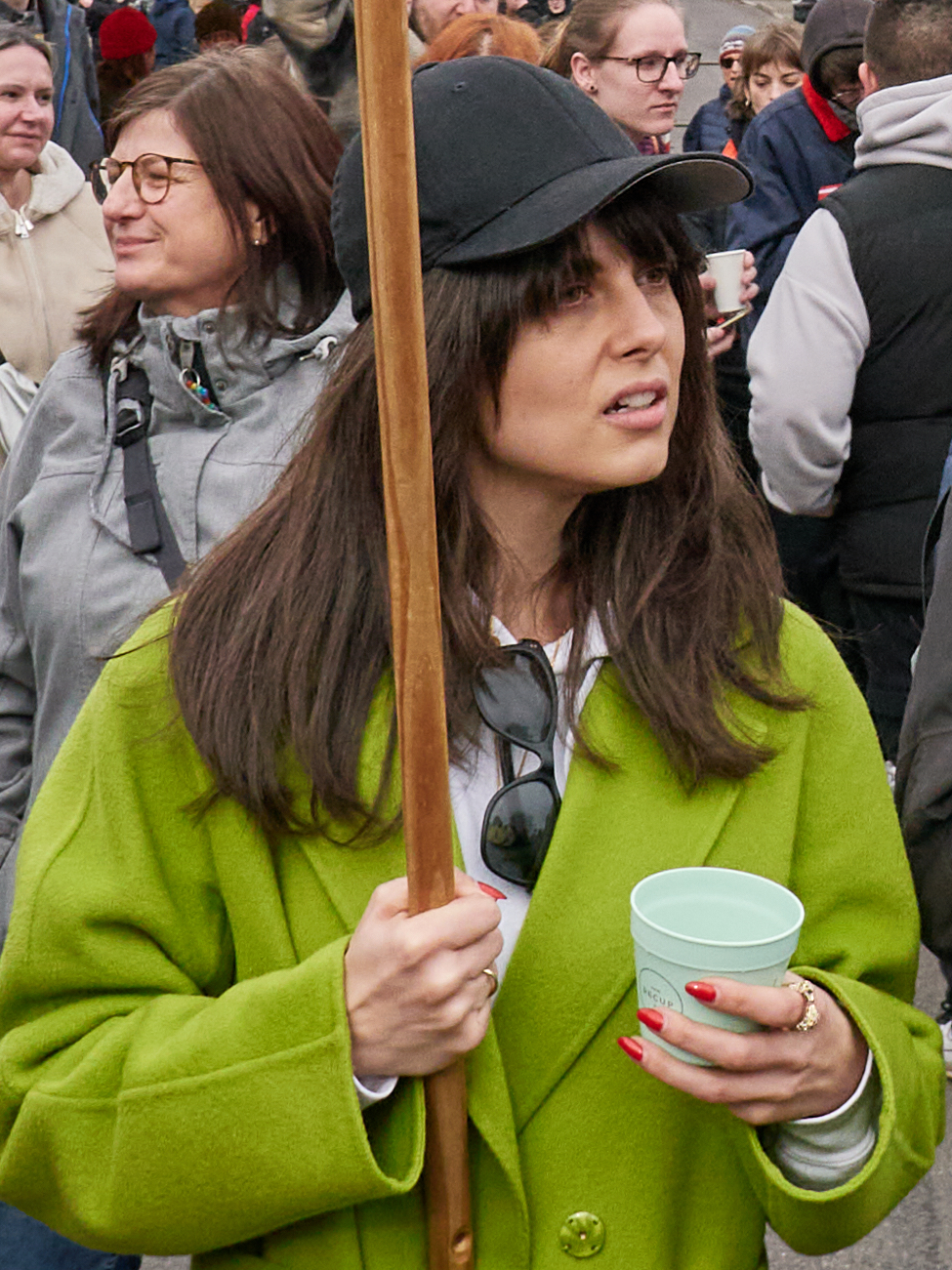
Anica Happich

Anica Happich (geboren am 6. Juni 1989 in Magdeburg) ist eine deutsche Theater- und Fernseh-Schauspielerin.

## Leben
Vor ihrer Schauspielausbildung an der Hochschule für Musik und Darstellende Kunst Frankfurt am Main (2012 bis 2016) begann sie ein Studium der Geschichte und Lateinamerikastudien an der Freien Universität Berlin und arbeitete in Bolivien für das Theaterprojekt Tres Soles mit Straßenkindern zusammen.
2016 gründete sie das junge ensemble-netzwerk und wurde 2018 in den Vorstand des ensemble-netzwerks gewählt. Von 2016 bis 2019 war sie Ensemblemitglied am Theater Bielefeld und spielte u. a in Molières Der Menschenfeind, in Fatma Aydemirs Ellbogen und in Samantha Ellis How to date a Feminist.
Gemeinsam mit dem Künstler Vincent zur Linden konzipierte und realisierte sie 2019 performative Abende wie Johanna&Don oder Let me be your human Selfiestick.
In der Spielzeit 2019/2020 war sie Ensemblemitglied am Theater Basel. Neben dem Theater ist Happich auch für Film und Fernsehen tätig, so spielte sie 2020 neben Heike Makatsch und Sebastian Blomberg im Mainzer Tatort: Blind Date eine Episodenhauptrolle.
Nach festen Engagements in Bielefeld und Basel lebt Anica Happich als freie Schauspielerin in Berlin.
Gemeinsam mit dem Theaterregisseur Jakob Arnold und Dramaturg Hanns-Dietrich Schmidt arbeitet sie an der Wiederbelebung des Schauspiels in Erfurt und initiiert und leitet seit 2021 das Theaterfestival Phoenix im ehemaligen Schauspielhaus Erfurt.
Von Februar 2023 bis zu deren Beendigung im Mai 2024 spielte Happich ihre erste durchgehende Serienrolle in der Krimi-Fernsehserie Rentnercops als Daniela Schmitz, Tochter von „Rentnercop“ Klaus Schmitz.

## Theater (Auswahl)
- 2015: Nachtasyl, Regie: Johanna Wehner, Schauspiel Frankfurt
- 2015: Der zerbrochne Krug, Regie: Oliver Reese, Schauspiel Frankfurt
- 2016: Wilhelm Tell, Regie: Christian Schlüter, Theater Bielefeld
- 2017: Ellbogen, Regie: Dariusch Yazdkhasti, Theater Bielefeld
- 2018: Charlys Tante, Regie: Mareike Mikat, Theater Bielefeld
- 2018: Der Menschenfeind, Regie: Mareike Mikat, Theater Bielefeld
- 2018: Väter und Söhne, Regie: Michael Heicks, Theater Bielefeld
- 2019: How to date a feminist, Regie: Christian Schlüter, Theater Bielefeld
- 2019: Das große Heft, Regie: Tilmann Köhler, Theater Basel
- 2020: In den Gärten oder Lysistrata Teil 2, Regie: Miloš Lolić, Theater Basel

## Fernsehen
- 2014: Marder, Regie: Sebastian Hilger
- 2017: Kalt ist die Angst, Regie: Berno Kürten, ARD
- 2021: Tatort: Blind Date, Regie: Ute Wieland, ARD
- 2022: In aller Freundschaft – Die jungen Ärzte (Fernsehserie, Folge 320 Reisende), Regie: David Carreras, ARD
- 2023: In aller Freundschaft – Die jungen Ärzte (Fernsehserie, Folge 322 Sicherer Hafen), Regie: Sebastian Klees, ARD
- 2023–2024: Rentnercops (Fernsehserie), Regie: Jan Markus Linhof, André Siebert, Janis Rebecca Rattenni; ARD
- 2024: Marie fängt Feuer: Neuanfänge (Fernsehreihe), Regie: Stefan Bühling; ZDF

## Hörspiele (Auswahl)
- 2015: Bernd Gieseking: Frau Fledder und Herr Zitrone (Fledermaus) – Regie: Christine Nagel (Original-Hörspiel, Kinderhörspiel – HR)